# 李文耀 (清朝)
李文耀，福建清流人，清朝政治人物。
李文耀曾于1742年接替王世睿任上海县知县一职，1745年由王侹接任。